# ゆさの

ゆさのは関東在住のグラフィッカーおよびイラストレーター。
2024年現在はフロントウイングを拠点に活動している。

## 来歴・人物
ゲーム、ライトノベル、書籍、キャラクターデザイン、ソーシャルゲーム等多彩な活動をしておりキャッチーで分かりやすいデザインを得意としている。

## 作品リスト

### ゲーム
- ATRI -My Dear Moments-
- GINKA

### アニメ
- ATRI -My Dear Moments-

### 小説
- 第三皇女の万能執事  怖がりで可愛い主のためにお化けだって退治します
- もしも明日、この世界が終わるとしたら
- 星詠みの魔法使い 運命仕掛けのアルケミスト